# Communauté territoriale d'Andriïvka
La communauté territoriale d'Andriïvka (en ukrainien : Андріївська сільська громада) est une communauté territoriale rurale du raïon de Kramatorsk située dans l'oblast de Donetsk en Ukraine.
Elle est créée en tant que communauté territoriale intégrée (uk) le 19 juillet 2017. Elle se compose des communes rurales d'Andriïvka (uk) (chef-lieu), Varvarivka (uk), Novoandriïvka (uk), Rohanske (uk) et Serhiïvka (uk).